# The Battery
Pour plus de détails, voir Fiche technique et Distribution.
The Battery est un film de zombies américain réalisé par Jeremy Gardner, sorti en 2012.

## Synopsis
Ben et Mickey sont deux joueurs de baseball rescapés d'une apocalypse zombie qui essaient de survivre dans la campagne et les forêts de Nouvelle-Angleterre en évitant les grands axes. Ben s'est adapté sans problème à son nouveau mode de vie alors que Mickey a beaucoup plus de mal à accepter cette nouvelle réalité et n'a pas encore éliminé de zombie, laissant cette tâche à Ben quand la situation l'exige. Un jour, Ben trouve deux talkie-walkie et les deux hommes entendent en les essayant une conversation entre deux autres survivants qui semblent faire partie d'une communauté. Mickey les contacte et une femme, Annie, lui répond qu'il ne sont pas les bienvenus. Mickey n'est pas découragé et continue régulièrement d'essayer d'établir un contact malgré les mises en garde de Ben.
Un jour, Ben découvre un zombie ligoté près de la maison où ils ont dormi sur l'insistance de Mickey, Ben préférant dormir à l'extérieur depuis qu'ils ont été piégés trois mois par des zombies avant de pouvoir s'échapper. Pendant ce temps, Mickey a réussi à recontacter Annie, qui le prévient de ne plus l'importuner. Ben lâche le zombie dans la chambre de Mickey et presse Mickey de le tuer avec la batte de baseball qu'il a laissée dans la pièce. Mickey tue ainsi son premier zombie. D'abord furieux, il se trouve ensuite changé par cette expérience. Il commence à suivre les conseils de Ben, apprend à pêcher et passe beaucoup moins de temps à écouter de la musique sur son casque audio.
Alors que le duo s'arrête sur la route pour inspecter une voiture, un homme prend Mickey en otage avec un couteau et ordonne à Ben de lui donner leurs clés de voiture. Ben marchande pour qu'il laisse partir Mickey d'abord, puis il avoue ne pas avoir les clés et le tue. Immédiatement après, deux autres survivants arrivent. La femme explique que l'homme leur a volé la voiture. Mickey, reconnaissant la voix d'Annie, l'appelle par son nom. Annie, ne voulant pas qu'ils la suivent jusqu'à son groupe, tire sur Ben dans la jambe et jette les clés de voiture. Comme il fait trop sombre pour les trouver, Ben et Mickey décident de dormir dans la voiture.
Ils se retrouvent encerclés par des zombies. Comme Ben ne peut pas se déplacer rapidement, ils sont obligés de passer plusieurs jours à l'intérieur de la voiture. Ils décident finalement que Mickey devrait sortir par le toit ouvrant et essayer de trouver les clés. Lorsqu'il revient, Ben découvre qu'il a été mordu et est forcé de lui tirer dessus. Le film se termine avec Ben parlant au talkie-walkie, affirmant qu'il va retrouver Annie et la tuer pour venger la mort de Mickey. Au milieu du générique de fin, on voit que Ben s'est échappé de la voiture et marche sur la route, avec une horde de zombies derrière lui.

## Fiche technique
- Réalisation : Jeremy Gardner
- Scénario : Jeremy Gardner
- Photographie : Christian Stella
- Montage : Michael Katzman et Alicia Stella
- Musique : Ryan Winford
- Production : Jeremy Gardner, Adam Cronheim, Douglas A. Plomitallo et Christian Stella
- Société de production : O. Hannah Films
- Pays de production :  États-Unis
- Langue : anglais
- Genre : Horreur
- Durée : 101 minutes
- Date de sortie :
  - États-Unis : 13 octobre 2012 (Telluride Horror Show Film Festival)

## Distribution
- Jeremy Gardner : Ben
- Adam Cronheim : Mickey
- Niels Bolle : Jerry
- Alana O'Brien : Annie
- Jamie Pantanella : Egghead

## Production
The Battery est un petit film indépendant autoproduit avec un budget de 6 000 $ et tourné en seize jours.

## Accueil critique
Lauren Taylor, du site Bloody Disgusting évoque un film « terriblement bon » pour les moyens avec lesquels il a été tourné, notamment pour sa caractérisation des deux personnages principaux. Brad McHargue, du site Dread Central (en)
lui donne la note de 4,5/5, estimant qu'en « se concentrant sur les personnages et en contant une histoire de survie comme on n'en avait pas beaucoup vu auparavant », Jeremy Gardner a donné à un genre fatigué « l'avertissement dont il avait besoin ». Pour Jerome Cox-Strong, de Culture Fly, qui lui donne la note de 4/5, les zombies « sont un peu sous-utilisés » mais le film demeure « un premier long métrage solide » et un « parfait exemple de la croissance du film de zombies au-delà de l'horreur pure ». Jim Vorel, du magazine Paste le classe à la 22e place de sa liste des 50 meilleurs films de zombies, évoquant un film « qui repose entièrement sur les interprétations des deux acteurs, montrant comment deux hommes aux personnalités très différentes gèrent la tension mentale et les défis émotionnels afin de continuer à trouver quotidiennement une raison d'être ».

## Distinctions
Sélectionné dans plusieurs festivals, le film a remporté plusieurs prix, notamment le Silver Scream Award au Festival du film fantastique d'Amsterdam 2013 et le prix du public et du meilleur scénario au Toronto After Dark Film Festival.